# 徐敏 (1917年)
徐敏（1917年—1982年），又名陈庭玉，女，湖南平江人，中华人民共和国政治人物，曾任江苏省妇女联合会主任，中共江苏省委组织部副部长，江西省人大常委会副主任，第三届全国人大代表。:192